# Ogród artysty w Giverny
Ogród artysty w Giverny (fr. Le Jardin de l’artiste à Giverny) – obraz Claude’a Moneta namalowany w 1900 roku, obecnie znajdujący się w kolekcji Musée d’Orsay w Paryżu.
Obraz ten jest jednym z wielu widoków ogrodu artysty w Giverny namalowanych przez Moneta. Na obrazie przedstawione są kwitnące irysy w różnych odcieniach fioletu i różu. Światło słoneczne pada na kwiaty przez liście stojących obok drzew, co daje efekt gry jaśniejszych i ciemniejszych odcieni kolorów. Za drzewami w oddali widoczny jest dom Moneta.

## Obraz w kontekście twórczości Moneta
Obraz został namalowany, gdy Monet miał 60 lat, cieszył się sławą i sukcesem malarza z ogromnym dorobkiem twórczym.
W 1900 roku – roku powstania tego obrazu – Monet rozpoczął dwa duże projekty twórcze. Jednym z nich była seria obrazów przedstawiających Tamizę w Londynie; drugim – seria wizerunków ogrodu malarza w Giverny, w tym znanych obrazów przedstawiających lilie wodne (obecnie w Muzeum Sztuk Pięknych w Bostonie).
W ogrodzie artysta miał okazję malować te same fragmenty pejzażu w różnych porach dnia i zmieniającym się oświetleniu i kolorystyce, tworząc serie impresjonistycznych obrazów. W Giverny powstały między innymi obrazy przedstawiające staw z liliami wodnymi, mostek japoński, nenufary i inne.

## Ogród

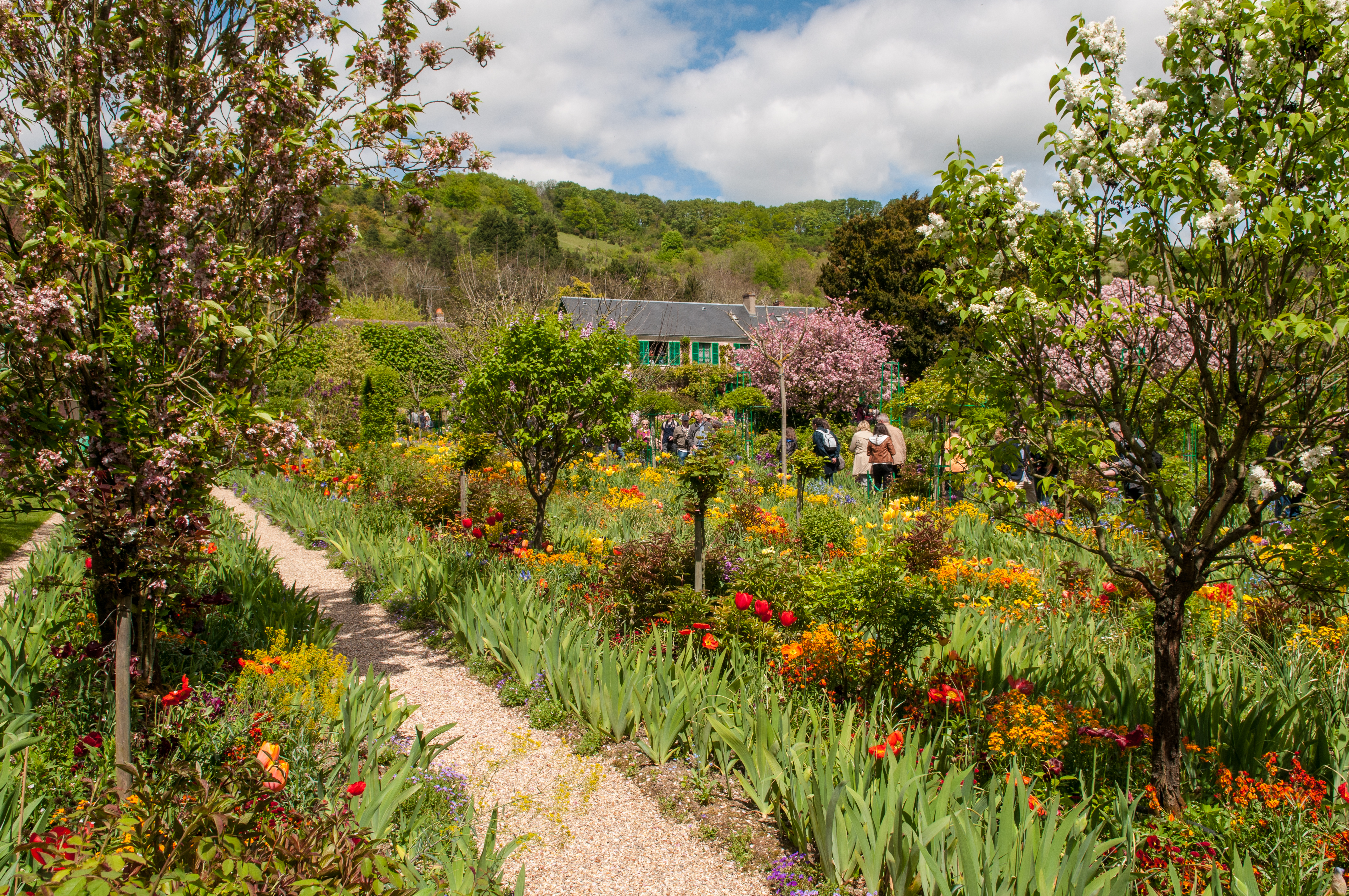
Ogród w Giverny, obecnie muzeum Fondation Claude Monet

Monet wynajął posiadłość – dom i ogród – w Giverny w 1883 roku. Wybór miejsca był przypadkowy: twórca zainteresował się Giverny zachwyciwszy się widokiem drzew owocowych z okna pociągu. Od czasu, gdy stał się właścicielem domu i ogrodu, artysta poświęcał swój czas pomiędzy malarstwo i ogrodnictwo. Twórca sam projektował kolejne elementy ogrodu, sadził kwiaty, które sprowadzał z kraju i zagranicy, łącząc roślinność lokalną z egzotyczną, zatrudniał ogrodników, czytał czasopisma o ogrodnictwie i roślinach.
Artysta namalował w Giverny wiele wysoko ocenianych obrazów, co pozwoliło mu wydobyć się z trudności finansowych i po kilku latach kupić posiadłość na własność. Twórca lubił pracować nad ogrodem, stopniowo dodając nowe elementy jak staw z nenufarami przedstawiony na obrazie Lilie wodne czy mostek japoński.
Ogród Claude’a Moneta w Giverny jest uznawany za jeden z najpiękniejszych ogrodów tego typu w Europie.

## Wystawy
Obraz był wielokrotnie wystawiany we Francji, a także w Australii, Belgii, Korei, Włoszech, Japonii, Szwajcarii i Stanach Zjednoczonych.